# هاروني (اسفندار)
هاروني (بالفارسية: هارونی) هي قرية تقع في إيران في قسم اسفندار الريفي. يقدر عدد سكانها بـ 508 نسمة بحسب إحصاء 2016.